# 동부밤색쥐
동부밤색쥐(Pseudomys gracilicaudatus)는 쥐과에 속하는 설치류의 일종이다. 오스트레일리아에서만 발견되며, 퀸즐랜드 주 북부 지역부터 저비스 만처럼 멀리 뉴사유스웨일스 주 지역까지 동부 해안을 따라 서식한다.